# Лендичек
Лендичек (пол. Lędyczek, нім. Landeck in Westpreußen) — село в Польщі, у гміні Оконек Злотовського повіту Великопольського воєводства.
Населення — 499 осіб (2011).
У 1975-1998 роках село належало до Пільського воєводства.

## Демографія
Демографічна структура станом на 31 березня 2011 року:
|          | Загалом | Допрацездатний вік | Працездатний вік | Постпрацездатний вік |
| -------- | ------- | ------------------ | ---------------- | -------------------- |
| Чоловіки | 265     | 59                 | 185              | 21                   |
| Жінки    | 234     | 37                 | 148              | 49                   |
| Разом    | 499     | 96                 | 333              | 70                   |